# Porphyrio hochstetteri
Porphyrio hochstetteri, noto comunemente come takahē o takahē dell'Isola del Sud, è un uccello incapace di volare indigeno della Nuova Zelanda e appartenente alla famiglia dei ralli. 
Nel 1898, dopo la cattura degli ultimi quattro esemplari, si ritenne che si fosse estinto. Dopo molti anni, in seguito ad un'accurata ricerca, questo uccello venne però riscoperto da Geoffrey Orbell nei pressi del lago Te Anau, sulle montagne Murchison dell'Isola del Sud, il 20 novembre 1948. Il nome scientifico commemora il geologo austriaco Ferdinand von Hochstetter.
Una specie imparentata, il takahē dell'Isola del Nord (P. mantelli) o mōho, è estinta ed è nota solamente per alcuni resti scheletrici. Entrambe le forme sono state ritenute per molto tempo sottospecie di mantelli e venivano solitamente classificate sotto il genere Notornis. Comunque, è stato riconosciuto che le differenze tra Porphyrio e Notornis sono insufficienti per giustificare la separazione di quest'ultimo, mentre le differenze tra la forma dell'Isola del Nord e quella dell'Isola del Sud sono abbastanza marcate da giustificare una classificazione come due specie separate che hanno perso indipendentemente l'una dall'altra l'attitudine al volo.

## Descrizione
Il takahē è il membro vivente più grande dei Rallidae; la sua lunghezza può superare i 63 cm. È un uccello tozzo, con ali ridotte, zampe robuste e becco massiccio.
Il takahē adulto è di colore generalmente azzurro-viola, con il dorso e la faccia interna delle ali verdastri. Ha uno scudo frontale rosso ed un becco rosa con la base rossa. Le zampe sono rosa. I sessi sono simili, anche se la femmina è leggermente più piccola, ma i giovani hanno un piumaggio generalmente bruno pallido. È una specie rumorosa che emette un sonoro clowp.

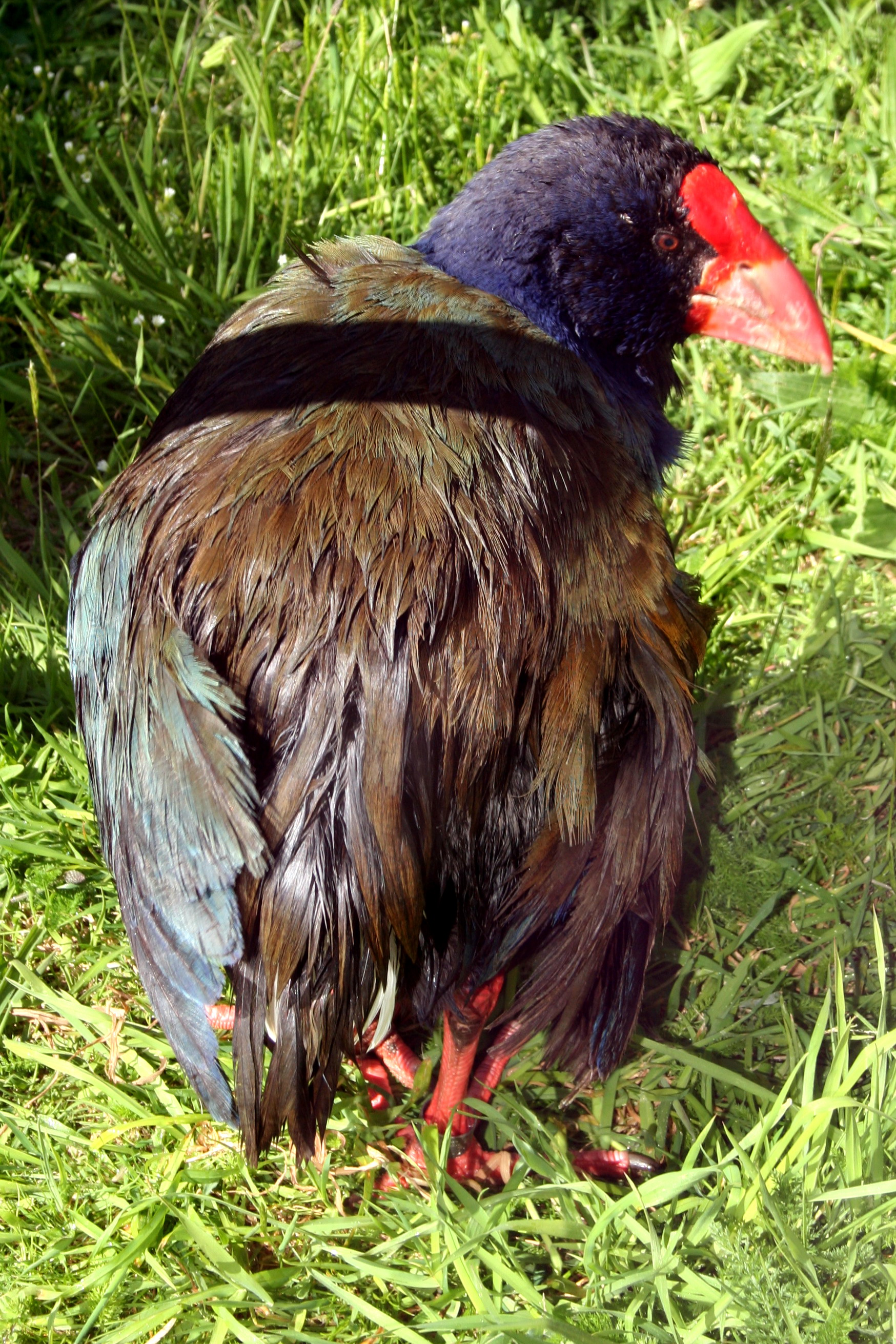
Il Takahē con il grosso becco e lo scudo frontale

## Distribuzione ed habitat
La specie è ancora presente nella zona delle montagne Murchison dove è stata riscoperta. Alcuni esemplari sono stati inoltre trasferiti con successo su quattro isole libere dai predatori, Tiritiri Matangi, Kapiti, Maud e Mana, dove vengono esposti al pubblico. Inoltre, dei takahē in cattività si possono vedere nei centri naturali di Te Anau e di Mt Bruce. Nel giugno 2006 una coppia di takahē è stata trasferita nell'area di restaurazione ecologica di Maungatautari.

### Conservazione
La quasi estinzione del takahē è dovuta ad un certo numero di fattori: la caccia sconsiderata, la distruzione dell'habitat e l'introduzione di predatori (ermellini, ratti e gatti) da parte dei coloni, hanno giocato tutti un ruolo importante. Dal momento che la specie è molto longeva, si riproduce lentamente, impiega diversi anni a raggiungere la maturità ed aveva un vasto areale che nel giro di poche generazioni si è ridotto drasticamente, un problema significativo per questi uccelli è anche la depressione da inincrocio. Gli sforzi di recupero vengono ostacolati specialmente dalla bassa fertilità degli uccelli rimasti; le analisi genetiche sono state indirizzate verso la selezione di un gruppo riproduttivo in cattività allo scopo di preservare la massima diversità genetica.

## Comportamento
Il takahē vive nei prati alpini. Si nutre di una grande varietà di piante e la sua dieta è simile a quella del pukeko (pollo sultano viola), il più stretto parente del takahē e del moho. Spesso il takahē può essere visto strappare un gambo di erba delle nevi, tenerlo tra gli artigli e nutrirsi solamente delle tenere parti inferiori che costituiscono il suo cibo preferito.

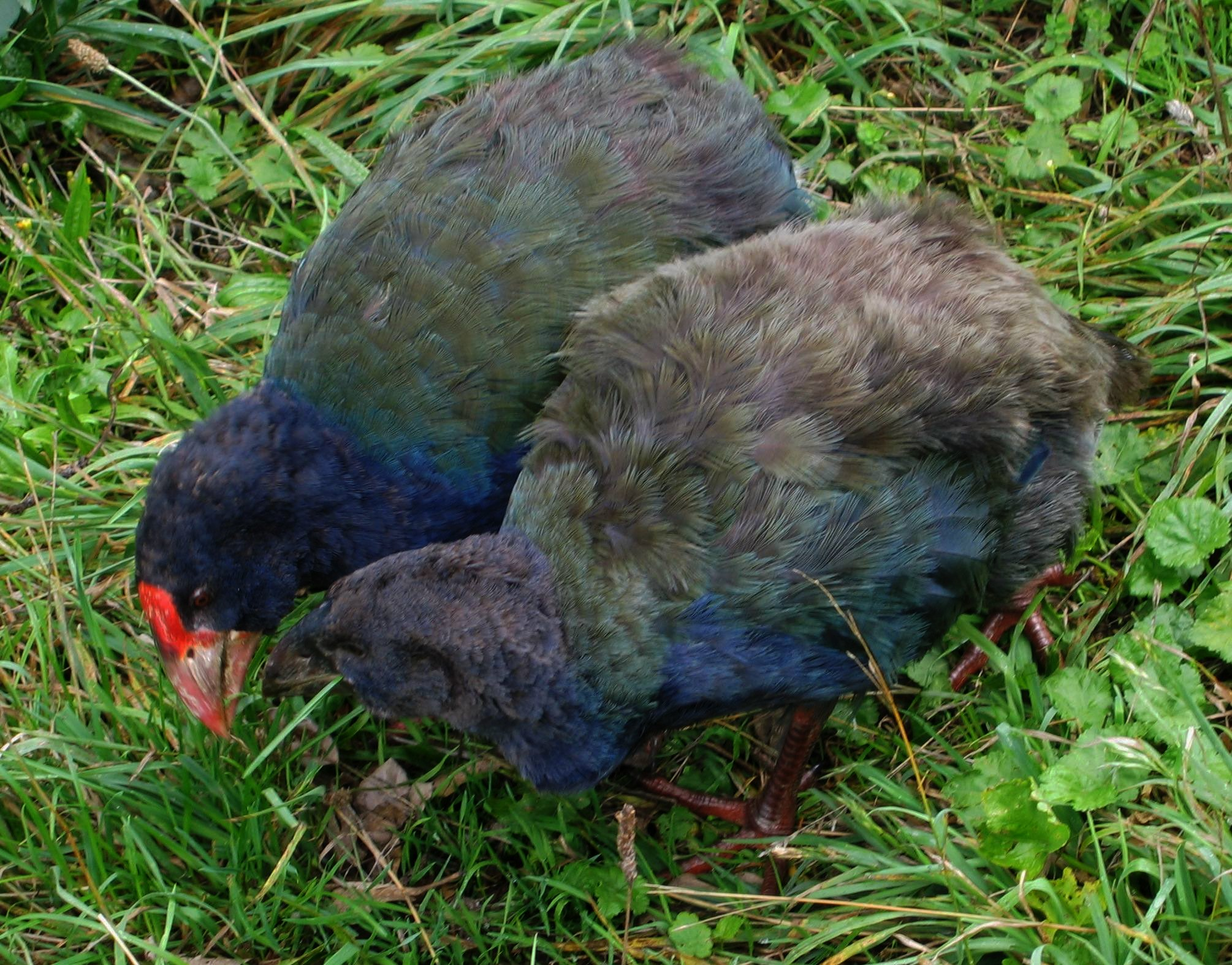
Un adulto nutre un pulcino

### Riproduzione
Questa specie costruisce un rozzo nido sotto i cespugli e gli arbusti e depone due uova marroncine. È territoriale. La sopravvivenza del pulcino è assicurata nel 73-97% dei casi.